# Cunt
Cunt (з англ. — «пизда») — грубе, непристойне слово в англійській мові, в основному означає жіночі геніталії. В Оксфордському словнику англійської мови видання 1972 перші згадки кореня «cunt» датуються 1230-ми роками (назва лондонської вулиці «Gropecunt Lane»).
До пізнього Середньовіччя слово стало сприйматися настільки грубо й непристойно, що у ХІХ столітті його заборонили. Після періоду невживання, слово почали використовувати у XX ст. в науково-популярній літературі. Воно має широкий діапазон використання нарівні з іншим непристойний англійським словом «fuck» і може бути іменником, прикметником, займенником та іншими мовними частинами.
Слово «cunt» зазвичай використовується людьми в сексуальній сфері. Таке вживання датується кінцем ХІХ століття. В інших діалектах англійської мови «cunt» означає «тупа або неприємна персона», де словник Merriam-Webster вживає це слово «ненормативно: жінка», в США це, як правило, «образливе найменування жінки».
Слово набуло сучасного сенсу в середньовічній англійській мові. «Притчі Альфреда» — манускрипт, датований 1325 роком, містить наступний запис: «Давайте свою пизду мудро, і висувайте вимоги після весілля».